# Зайцев, Олег Алексеевич
Олег Алексеевич Зайцев (4 августа 1939, Москва, СССР — 1 марта 1993, Москва, Россия) — советский хоккеист. Защитник. Двукратный олимпийский чемпион 1964 и 1968 годов. Чемпион мира и Европы 1964 и 1966, 1967 и 1968 годов. Чемпион СССР 1963—1966 и 1968 годов, второй призёр 1967, 1969 годов. В чемпионатах СССР провёл 320 матчей, забросил 36 шайб. За сборную СССР в рамках Олимпийских игр и чемпионатов мира провел 25 матчей забросил 5 шайб.
Входил в список 34 лучших хоккеистов СССР в 1964 году. Заслуженный мастер спорта СССР (1966 год). В 30 лет закончил спортивную карьеру и стал тренером, возглавлял команду СКА МВО Калинин. Член КПСС с 1969 года.
Похоронен на Преображенском кладбище.

## Награды
- два ордена «Знак Почёта» (30.03.1965; 30.05.1969)
- медали